# Copa Mundial de Rugby de 2015
La Copa Mundial de Rugby de 2015 (en inglés, 2015 IRB Rugby World Cup) fue la VIII edición de la Copa del Mundo de Rugby de la World Rugby. El campeonato tuvo lugar entre el 18 de septiembre y el 31 de octubre de 2015. En la reunión extraordinaria de la World Rugby (WR) que tuvo lugar el 28 de julio de 2009 en Dublín se anunció que esta edición tendría lugar en Inglaterra, aunque también se disputaron partidos en el Millennium Stadium de Cardiff, capital de Gales.
Se esperaba que el evento generase un impacto económico de 2000 millones de libras esterlinas y unos rendimientos de explotación audiovisual y patrocinadores cifrados de en 200 millones de libras.

## Elección del anfitrión

### Aspirantes
La International Rugby Board (IRB, por sus siglas en inglés), el organismo rector del rugby mundial solicitó a todas aquellos miembros de esta institución interesados en acoger el Mundial de 2015 o el de 2019 que anunciasen su intención antes del 15 de agosto de 2008. Para esta fecha tan solo se pedía a las federaciones que declarasen su interés por optar a la candidatura, sin necesidad de que elaborasen un programa de infraestructuras ni ofreciesen detalles de ningún otro tipo.

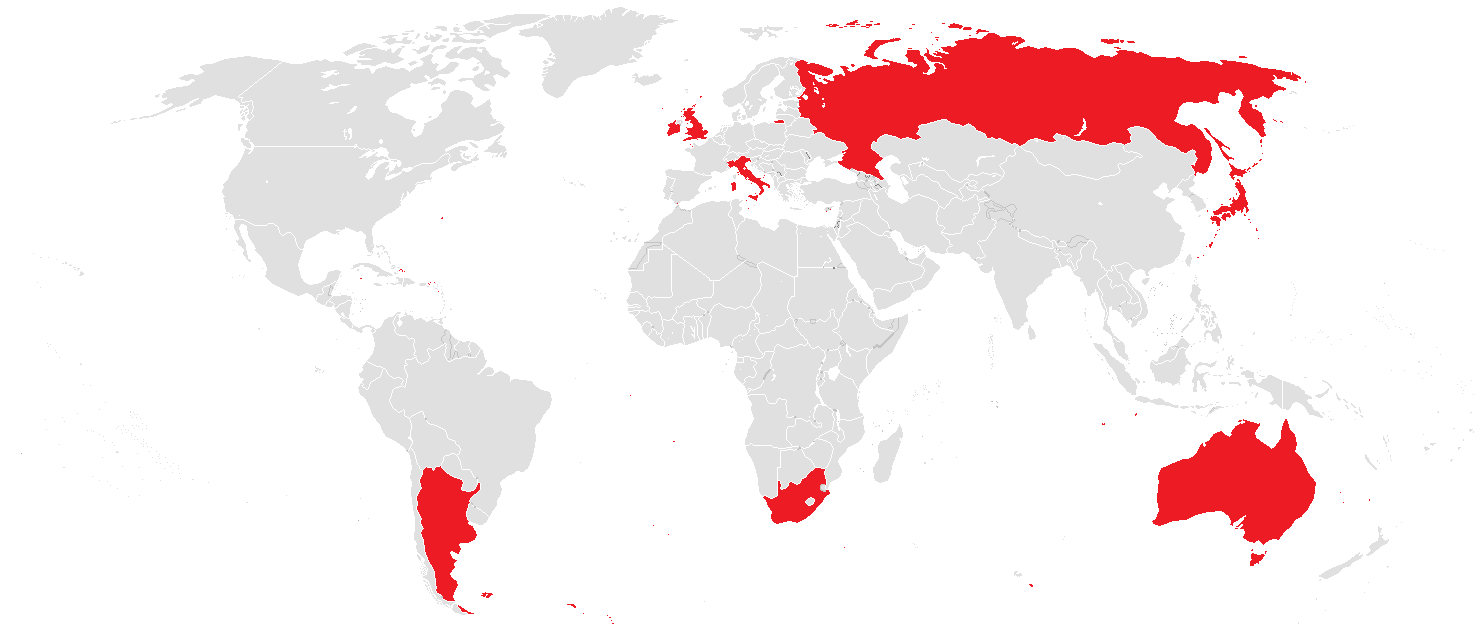
Argentina, Australia, Escocia, Gales, Inglaterra, Irlanda, Italia, Japón, Rusia y Sudáfrica mostraron interés por acoger la Copa Mundial de Rugby de 2015.

 Hasta diez uniones internacionales, lo que supuso un récord en la historia de este torneo, se interesaron por acoger los eventos de 2015 o de 2019. Para el torneo de 2015 mostraron interés: Argentina, Australia, Escocia, Gales, Inglaterra, Irlanda, Italia, Japón, Rusia y Sudáfrica.
Sin embargo, el número de países aspirantes se redujo posteriormente. Rusia retiró su candidatura en febrero de 2009 con el objetivo de centrar sus esfuerzos en obtener la sede para la Copa Mundial de rugby 7, Australia e Irlanda retiraron sus candidaturas en la primera de 2009 alegando razones económicas. Por su parte, Escocia rechazó optar por organizar el torneo en abril de 2009 después de que la federación no fuera capaz de llegar a acuerdos con otras uniones internacionales para que fueran subsedes del torneo. Gales fue la última que se retiró oficialmente puesto que no presentó su candidatura oficial para la fecha final de recepción de las mismas fijada el 8 de mayo de 2009. Sin embargo, la federación galesa de rugby logró llegar a un acuerdo con la Rugby Football Union inglesa por la que apoyaría su candidatura al torneo y con ello se disputarían partidos del evento en el Millennium Stadium de Cardiff.

#### Argentina
Según el diario The Independent, la Unión Argentina de Rugby (UAR) remitió en febrero de 2008 una carta a la IRB postulándose para acoger el torneo de 2015. El tercer puesto obtenido en el Mundial de 2007 en Francia, y la posibilidad de llevar el torneo fuera de los países tradicionales fueron las principales bazas de la candidatura argentina que finalmente no obtuvo la nominación.

#### Italia
La candidatura Italiana se presentó con el compromiso y objetivo de «hacer más grandes las fronteras de nuestro deporte», lema muy cuidadosamente planeado, atendiendo al deseo de la IRB de llevar el mundial fuera del circuito habitual. La candidatura italiana ofreció para el evento las principales ciudades del país y los estadios de mayor capacidad, prometiendo el desarrollo de un sistema ferroviario que asegurara a los espectadores locales y foráneos una forma sencilla de asistir a los partidos entre las distintas ciudades.
La Federazione Italiana Rugby (FIR) incluyó en su programa de candidatura un recuerdo acerca de la importancia histórica de Italia, su población y el crecimiento que el rugby ha experimentado en el país desde que su selección entró a disputar el Torneo de las Seis Naciones en 2000 como argumentos a favor de obtener la sede del mundial. El éxito de organización que supuso la Copa Mundial de Rugby de 2007 en Francia fue señalado también por la candidatura italiana como un hecho a su favor. En 2007, aficionados de las islas británicas, sudafricanos afincados en Europa, así como australianos y neozelandeses o argentinos establecidos en España acudieron en gran número a Francia. Dada la ubicación geográfica de Italia, la candidatura garantizaba recibir para las fechas del torneo un número masivo de turistas, esperándose por parte del comité organizador que se superaran los números que el Mundial dejó en Francia.
La candidatura eligió el Estadio Olímpico de Roma como la sede de la final y del partido inaugural del torneo. Como hecho favorable se señalaba que la capacidad del mismo es superior al Stade de France que acogió la final de 2007. Las ciudades de Milán y Nápoles formaban parte de la candidatura entre otras importantes ciudades y estadios a lo largo de Italia. Para contar con el apoyo de Francia se incluyó como sede en el programa de la candidatura al Stade Vélodrome de Marsella.
El antiguo apertura de la selección italiana Diego Dominguez se erigió como cabeza visible de la candidatura italiana para el mundial de 2015. La FIR, por medio de su presidente Giancarlo Dondi, confirmó oficialmente ante la IRB su candidatura para los mundiales de 2015 y 2019 el 20 de julio de 2008.

#### Japón
La candidatura japonesa era la favorita para obtener la organización del Mundial de 2015 tras ser finalista en la candidatura por el torneo de 2011. Se consideraba que la propuesta nipona podría suponer un gran estímulo para el crecimiento del rugby en Asia y era respaldada además por la experiencia en la organización de eventos similares, como cuando en 2002 coorganizó la Copa Mundial de la FIFA. Asimismo, la IRB valoraba muy positivamente el importante desarrollo del Japón en calidad y número de jugadores de rugby, contando con 126 000 fichas. Además, su población de 127 millones de personas, su sólida economía, su importante potencial económico y turístico, la oportunidad de mostrar el rugby a una nueva audiencia asiática y su enorme capacidad para hacerlo, conformaban los puntos fuertes de una candidatura que se veía favorita.
La federación japonesa rubricó oficialmente su candidatura en mayo de 2009. No obtuvo la organización del mundial de 2015, pero el mismo día que se anunció que la sede sería Inglaterra, Japón obtuvo la sede de la edición de 2019.

#### Sudáfrica
La Unión Sudáfricana de Rugby (SARU), que previamente se había propuesto para organizar la edición de 2011, también confirmó su candidatura para el torneo de 2015. La candidatura de Sudáfrica contaba con varios puntos a su favor; el estar en el mismo huso horario que Europa, contando con un mayor mercado televisivo, el éxito que supuso la Copa Mundial de Rugby de 1995 que previamente organizaron y la posibilidad de usar los estadios que se construyeron en el país con motivo de la Copa Mundial de Fútbol de 2010. El 7 de mayo de 2009 la SARU envió su solicitud para acoger el torneo a la International Rugby Board.

#### Inglaterra
En septiembre de 2007, The Guardian adelantó que la Rugby Football Union (RFU) había decidido postular la candidatura de Inglaterra. También se advirtió que dicha candidatura tendría una alta probabilidad de lograr la nominación debido al interés de la IRB por asegurar para la edición de 2011 un importante éxito económico, por lo que Inglaterra contaría con una importante ventaja. En febrero de 2009 la BBC confirmó la intención de la RFU de elaborar una candidatura única en Inglaterra, aunque con la posibilidad de disputar partidos aislados en Escocia, Gales o Irlanda.

## Clasificación
Inglaterra, por ser el país anfitrión se clasifica automáticamente. Las siguientes doce selecciones se han clasificado directamente al finalizar entre las tres primeras de cada grupo durante la fase inicial de la Copa Mundial de Rugby de 2011 de Nueva Zelanda.
| Clasificatorias | Clasificatorias | Clasificatorias | Clasificatorias | Clasificatorias | Clasificatorias |
| --------------- | --------------- | --------------- | --------------- | --------------- | --------------- |
| África          | América         | Asia            | Europa          | Oceanía         | Repesca         |

### Equipos participantes
| África                         | América                                                                             | Asia           | Europa                                                                                                | Oceanía                                                      |
| ------------------------------ | ----------------------------------------------------------------------------------- | -------------- | --- | ------------------------------------------------------------ |
| - Sudáfrica - Namibia (África) | - Argentina - Canadá (América 1) - Estados Unidos (América 2) - Uruguay (Repechaje) | - Japón (Asia) | - Escocia - Francia - Gales - Inglaterra - Irlanda - Italia - Georgia (Europa 1) - Rumania (Europa 2) | - Australia - Nueva Zelanda - Samoa - Tonga - Fiyi (Oceanía) |

## Sorteo de grupos
Los cabezas de serie para los grupos de la Copa Mundial de 2015 se basaron en las respectivas clasificaciones IRB de los equipos. El sorteo se llevó a cabo el 3 de diciembre de 2012 en Londres y utilizó las clasificaciones mundiales de ese día, justo después de los partidos internacionales de rugby de finales del año 2012, que finalizaron el 1 de diciembre de 2012. Los 12 clasificados automáticos de 2011 fueron asignados a sus respectivas bandas en función de sus clasificaciones:
- Banda 1, formada por los 4 mejores clasificados automáticos (1-4)
- Banda 2, formada por los siguientes 4 clasificados automáticos, (5–8)
- Banda 3, formada por los siguientes 4 clasificados automáticos (9-12)

Los 8 lugares de clasificación restantes se asignaron a las Bandas 4 y 5, según la fuerza de juego de la Copa Mundial anterior;
- Banda 4, compuesta por Oceanía 1, Europa 1, Asia 1 y América 1
- Banda 5, formada por África 1, Europa 2, América 2 y el ganador del repechaje

El sorteo vio a un representante sacar al azar una bola de un pote, la primera bola sorteada fue al Grupo A, la segunda al Grupo B, la tercera al Grupo C y la cuarta al Grupo D. El sorteo comenzó con el Bombo 5, sorteado por el capitán de los All Blacks Richie McCaw, seguido por el Bombo 4, sorteado por la embajadora de la RWC 2015 e internacional inglesa femenina Maggie Alphonsi, luego el Bombo 3, sorteado por el alcalde de Londres Boris Johnson, el Bombo 2, sorteado por la entonces directora ejecutiva de la RWC 2015 Debbie Jevans, y finalmente el Bombo 1, sorteado por el presidente de IRB Bernard Lapasset.
El momento del sorteo generó críticas debido al largo período entre el sorteo y el comienzo del torneo: tres años. De hecho, cuando se jugó el partido de la fase de grupos entre Inglaterra y Gales el 26 de septiembre, el grupo A contenía los equipos 2.º, 3.º y 4.º (Australia, Inglaterra y Gales) del mundo.
| Grupo A                                 | Grupo B                                      | Grupo C                                       | Grupo D                               |
| --------------------------------------- | -------------------------------------------- | --------------------------------------------- | ------------------------------------- |
| Inglaterra Australia Gales Fiyi Uruguay | Sudáfrica Samoa Escocia Japón Estados Unidos | Nueva Zelanda Argentina Tonga Georgia Namibia | Francia Irlanda Italia Canadá Rumanía |

## Sedes
Tras anunciar la IRB el 28 de julio de 2009 que Inglaterra sería la sede del mundial de 2015, la Rugby Football Union reveló los estadios propuestos para acoger los distintos partidos del torneo: once estadios en Inglaterra y uno en Gales. De ellos, únicamente dos (Sandy Park y Kingsholm Stadium) son estadios propiedad de clubes de rugby ingleses y dos son estadios nacionales de rugby (Twickenham y el Millennium Stadium); mientras que el resto son estadios de fútbol.
Atendiendo a la propuesta inicial, todos los estadios acogerán partidos de la fase de grupos. Twickenham albergará la final, las dos semifinales y dos cuartos de final, mientras que en Millennium Stadium se disputarán los otros dos cuartos de final.
| Londres                                   | Londres | Londres | Londres | Londres | Cardiff (Gales)                                    |
| ----------------------------------------- | --- | --- | --- | --- | -------------------------------------------------- |
| Estadio de Wembley                        | Twickenham | Twickenham | Estadio Olímpico | Estadio Olímpico | Millennium Stadium                                 |
| 51°33′21″N 0°16′47″O / 51.55583, -0.27972 | 51°27′22″N 0°20′30″O / 51.45611, -0.34167 | 51°27′22″N 0°20′30″O / 51.45611, -0.34167 | 51°32′19″N 0°00′59″O / 51.53861, -0.01639 | 51°32′19″N 0°00′59″O / 51.53861, -0.01639 | 51°28′40″N 3°11′00″O / 51.47778, -3.18333          |
| Capacidad: 90 000                         | Capacidad: 81 605 | Capacidad: 81 605 | Capacidad: 54 000 | Capacidad: 54 000 | Capacidad: 74 154                                  |
|                                           | | | | |                                                    |
| Newcastle                                 | Wembley Olímpico Twickenham Villa Park Brighton Community Stadium Manchester City Stadium Sandy Park Millennium Stadium Kingsholm Stadium Elland Road Leicester City Stadium Stadium mk St James' Park Lugar de los 13 estados que van a hacer partidos de rugby en el 2015 IRB World Cup anunciado el 2 de mayo de 2013 | Wembley Olímpico Twickenham Villa Park Brighton Community Stadium Manchester City Stadium Sandy Park Millennium Stadium Kingsholm Stadium Elland Road Leicester City Stadium Stadium mk St James' Park Lugar de los 13 estados que van a hacer partidos de rugby en el 2015 IRB World Cup anunciado el 2 de mayo de 2013 | Wembley Olímpico Twickenham Villa Park Brighton Community Stadium Manchester City Stadium Sandy Park Millennium Stadium Kingsholm Stadium Elland Road Leicester City Stadium Stadium mk St James' Park Lugar de los 13 estados que van a hacer partidos de rugby en el 2015 IRB World Cup anunciado el 2 de mayo de 2013 | Wembley Olímpico Twickenham Villa Park Brighton Community Stadium Manchester City Stadium Sandy Park Millennium Stadium Kingsholm Stadium Elland Road Leicester City Stadium Stadium mk St James' Park Lugar de los 13 estados que van a hacer partidos de rugby en el 2015 IRB World Cup anunciado el 2 de mayo de 2013 | Mánchester                                         |
| St James' Park                            | Wembley Olímpico Twickenham Villa Park Brighton Community Stadium Manchester City Stadium Sandy Park Millennium Stadium Kingsholm Stadium Elland Road Leicester City Stadium Stadium mk St James' Park Lugar de los 13 estados que van a hacer partidos de rugby en el 2015 IRB World Cup anunciado el 2 de mayo de 2013 | Wembley Olímpico Twickenham Villa Park Brighton Community Stadium Manchester City Stadium Sandy Park Millennium Stadium Kingsholm Stadium Elland Road Leicester City Stadium Stadium mk St James' Park Lugar de los 13 estados que van a hacer partidos de rugby en el 2015 IRB World Cup anunciado el 2 de mayo de 2013 | Wembley Olímpico Twickenham Villa Park Brighton Community Stadium Manchester City Stadium Sandy Park Millennium Stadium Kingsholm Stadium Elland Road Leicester City Stadium Stadium mk St James' Park Lugar de los 13 estados que van a hacer partidos de rugby en el 2015 IRB World Cup anunciado el 2 de mayo de 2013 | Wembley Olímpico Twickenham Villa Park Brighton Community Stadium Manchester City Stadium Sandy Park Millennium Stadium Kingsholm Stadium Elland Road Leicester City Stadium Stadium mk St James' Park Lugar de los 13 estados que van a hacer partidos de rugby en el 2015 IRB World Cup anunciado el 2 de mayo de 2013 | City of Manchester Stadium                         |
| Capacidad: 52 409                         | Wembley Olímpico Twickenham Villa Park Brighton Community Stadium Manchester City Stadium Sandy Park Millennium Stadium Kingsholm Stadium Elland Road Leicester City Stadium Stadium mk St James' Park Lugar de los 13 estados que van a hacer partidos de rugby en el 2015 IRB World Cup anunciado el 2 de mayo de 2013 | Wembley Olímpico Twickenham Villa Park Brighton Community Stadium Manchester City Stadium Sandy Park Millennium Stadium Kingsholm Stadium Elland Road Leicester City Stadium Stadium mk St James' Park Lugar de los 13 estados que van a hacer partidos de rugby en el 2015 IRB World Cup anunciado el 2 de mayo de 2013 | Wembley Olímpico Twickenham Villa Park Brighton Community Stadium Manchester City Stadium Sandy Park Millennium Stadium Kingsholm Stadium Elland Road Leicester City Stadium Stadium mk St James' Park Lugar de los 13 estados que van a hacer partidos de rugby en el 2015 IRB World Cup anunciado el 2 de mayo de 2013 | Wembley Olímpico Twickenham Villa Park Brighton Community Stadium Manchester City Stadium Sandy Park Millennium Stadium Kingsholm Stadium Elland Road Leicester City Stadium Stadium mk St James' Park Lugar de los 13 estados que van a hacer partidos de rugby en el 2015 IRB World Cup anunciado el 2 de mayo de 2013 | Capacidad: 55 097                                  |
| 54°58′32″N 1°37′18″O / 54.97556, -1.62167 | Wembley Olímpico Twickenham Villa Park Brighton Community Stadium Manchester City Stadium Sandy Park Millennium Stadium Kingsholm Stadium Elland Road Leicester City Stadium Stadium mk St James' Park Lugar de los 13 estados que van a hacer partidos de rugby en el 2015 IRB World Cup anunciado el 2 de mayo de 2013 | Wembley Olímpico Twickenham Villa Park Brighton Community Stadium Manchester City Stadium Sandy Park Millennium Stadium Kingsholm Stadium Elland Road Leicester City Stadium Stadium mk St James' Park Lugar de los 13 estados que van a hacer partidos de rugby en el 2015 IRB World Cup anunciado el 2 de mayo de 2013 | Wembley Olímpico Twickenham Villa Park Brighton Community Stadium Manchester City Stadium Sandy Park Millennium Stadium Kingsholm Stadium Elland Road Leicester City Stadium Stadium mk St James' Park Lugar de los 13 estados que van a hacer partidos de rugby en el 2015 IRB World Cup anunciado el 2 de mayo de 2013 | Wembley Olímpico Twickenham Villa Park Brighton Community Stadium Manchester City Stadium Sandy Park Millennium Stadium Kingsholm Stadium Elland Road Leicester City Stadium Stadium mk St James' Park Lugar de los 13 estados que van a hacer partidos de rugby en el 2015 IRB World Cup anunciado el 2 de mayo de 2013 | 53°28′59″N 2°12′1″O / 53.48306, -2.20028           |
|                                           | Wembley Olímpico Twickenham Villa Park Brighton Community Stadium Manchester City Stadium Sandy Park Millennium Stadium Kingsholm Stadium Elland Road Leicester City Stadium Stadium mk St James' Park Lugar de los 13 estados que van a hacer partidos de rugby en el 2015 IRB World Cup anunciado el 2 de mayo de 2013 | Wembley Olímpico Twickenham Villa Park Brighton Community Stadium Manchester City Stadium Sandy Park Millennium Stadium Kingsholm Stadium Elland Road Leicester City Stadium Stadium mk St James' Park Lugar de los 13 estados que van a hacer partidos de rugby en el 2015 IRB World Cup anunciado el 2 de mayo de 2013 | Wembley Olímpico Twickenham Villa Park Brighton Community Stadium Manchester City Stadium Sandy Park Millennium Stadium Kingsholm Stadium Elland Road Leicester City Stadium Stadium mk St James' Park Lugar de los 13 estados que van a hacer partidos de rugby en el 2015 IRB World Cup anunciado el 2 de mayo de 2013 | Wembley Olímpico Twickenham Villa Park Brighton Community Stadium Manchester City Stadium Sandy Park Millennium Stadium Kingsholm Stadium Elland Road Leicester City Stadium Stadium mk St James' Park Lugar de los 13 estados que van a hacer partidos de rugby en el 2015 IRB World Cup anunciado el 2 de mayo de 2013 |                                                    |
| Birmingham                                | Wembley Olímpico Twickenham Villa Park Brighton Community Stadium Manchester City Stadium Sandy Park Millennium Stadium Kingsholm Stadium Elland Road Leicester City Stadium Stadium mk St James' Park Lugar de los 13 estados que van a hacer partidos de rugby en el 2015 IRB World Cup anunciado el 2 de mayo de 2013 | Wembley Olímpico Twickenham Villa Park Brighton Community Stadium Manchester City Stadium Sandy Park Millennium Stadium Kingsholm Stadium Elland Road Leicester City Stadium Stadium mk St James' Park Lugar de los 13 estados que van a hacer partidos de rugby en el 2015 IRB World Cup anunciado el 2 de mayo de 2013 | Wembley Olímpico Twickenham Villa Park Brighton Community Stadium Manchester City Stadium Sandy Park Millennium Stadium Kingsholm Stadium Elland Road Leicester City Stadium Stadium mk St James' Park Lugar de los 13 estados que van a hacer partidos de rugby en el 2015 IRB World Cup anunciado el 2 de mayo de 2013 | Wembley Olímpico Twickenham Villa Park Brighton Community Stadium Manchester City Stadium Sandy Park Millennium Stadium Kingsholm Stadium Elland Road Leicester City Stadium Stadium mk St James' Park Lugar de los 13 estados que van a hacer partidos de rugby en el 2015 IRB World Cup anunciado el 2 de mayo de 2013 | Leeds                                              |
| Villa Park                                | Wembley Olímpico Twickenham Villa Park Brighton Community Stadium Manchester City Stadium Sandy Park Millennium Stadium Kingsholm Stadium Elland Road Leicester City Stadium Stadium mk St James' Park Lugar de los 13 estados que van a hacer partidos de rugby en el 2015 IRB World Cup anunciado el 2 de mayo de 2013 | Wembley Olímpico Twickenham Villa Park Brighton Community Stadium Manchester City Stadium Sandy Park Millennium Stadium Kingsholm Stadium Elland Road Leicester City Stadium Stadium mk St James' Park Lugar de los 13 estados que van a hacer partidos de rugby en el 2015 IRB World Cup anunciado el 2 de mayo de 2013 | Wembley Olímpico Twickenham Villa Park Brighton Community Stadium Manchester City Stadium Sandy Park Millennium Stadium Kingsholm Stadium Elland Road Leicester City Stadium Stadium mk St James' Park Lugar de los 13 estados que van a hacer partidos de rugby en el 2015 IRB World Cup anunciado el 2 de mayo de 2013 | Wembley Olímpico Twickenham Villa Park Brighton Community Stadium Manchester City Stadium Sandy Park Millennium Stadium Kingsholm Stadium Elland Road Leicester City Stadium Stadium mk St James' Park Lugar de los 13 estados que van a hacer partidos de rugby en el 2015 IRB World Cup anunciado el 2 de mayo de 2013 | Elland Road                                        |
| Capacidad: 42 785                         | Wembley Olímpico Twickenham Villa Park Brighton Community Stadium Manchester City Stadium Sandy Park Millennium Stadium Kingsholm Stadium Elland Road Leicester City Stadium Stadium mk St James' Park Lugar de los 13 estados que van a hacer partidos de rugby en el 2015 IRB World Cup anunciado el 2 de mayo de 2013 | Wembley Olímpico Twickenham Villa Park Brighton Community Stadium Manchester City Stadium Sandy Park Millennium Stadium Kingsholm Stadium Elland Road Leicester City Stadium Stadium mk St James' Park Lugar de los 13 estados que van a hacer partidos de rugby en el 2015 IRB World Cup anunciado el 2 de mayo de 2013 | Wembley Olímpico Twickenham Villa Park Brighton Community Stadium Manchester City Stadium Sandy Park Millennium Stadium Kingsholm Stadium Elland Road Leicester City Stadium Stadium mk St James' Park Lugar de los 13 estados que van a hacer partidos de rugby en el 2015 IRB World Cup anunciado el 2 de mayo de 2013 | Wembley Olímpico Twickenham Villa Park Brighton Community Stadium Manchester City Stadium Sandy Park Millennium Stadium Kingsholm Stadium Elland Road Leicester City Stadium Stadium mk St James' Park Lugar de los 13 estados que van a hacer partidos de rugby en el 2015 IRB World Cup anunciado el 2 de mayo de 2013 | Capacidad: 37 914                                  |
| 52°30′33″N 1°53′5″O / 52.50917, -1.88472  | Wembley Olímpico Twickenham Villa Park Brighton Community Stadium Manchester City Stadium Sandy Park Millennium Stadium Kingsholm Stadium Elland Road Leicester City Stadium Stadium mk St James' Park Lugar de los 13 estados que van a hacer partidos de rugby en el 2015 IRB World Cup anunciado el 2 de mayo de 2013 | Wembley Olímpico Twickenham Villa Park Brighton Community Stadium Manchester City Stadium Sandy Park Millennium Stadium Kingsholm Stadium Elland Road Leicester City Stadium Stadium mk St James' Park Lugar de los 13 estados que van a hacer partidos de rugby en el 2015 IRB World Cup anunciado el 2 de mayo de 2013 | Wembley Olímpico Twickenham Villa Park Brighton Community Stadium Manchester City Stadium Sandy Park Millennium Stadium Kingsholm Stadium Elland Road Leicester City Stadium Stadium mk St James' Park Lugar de los 13 estados que van a hacer partidos de rugby en el 2015 IRB World Cup anunciado el 2 de mayo de 2013 | Wembley Olímpico Twickenham Villa Park Brighton Community Stadium Manchester City Stadium Sandy Park Millennium Stadium Kingsholm Stadium Elland Road Leicester City Stadium Stadium mk St James' Park Lugar de los 13 estados que van a hacer partidos de rugby en el 2015 IRB World Cup anunciado el 2 de mayo de 2013 | 53°46′40″N 1°34′20″O / 53.77778, -1.57222          |
|                                           | Wembley Olímpico Twickenham Villa Park Brighton Community Stadium Manchester City Stadium Sandy Park Millennium Stadium Kingsholm Stadium Elland Road Leicester City Stadium Stadium mk St James' Park Lugar de los 13 estados que van a hacer partidos de rugby en el 2015 IRB World Cup anunciado el 2 de mayo de 2013 | Wembley Olímpico Twickenham Villa Park Brighton Community Stadium Manchester City Stadium Sandy Park Millennium Stadium Kingsholm Stadium Elland Road Leicester City Stadium Stadium mk St James' Park Lugar de los 13 estados que van a hacer partidos de rugby en el 2015 IRB World Cup anunciado el 2 de mayo de 2013 | Wembley Olímpico Twickenham Villa Park Brighton Community Stadium Manchester City Stadium Sandy Park Millennium Stadium Kingsholm Stadium Elland Road Leicester City Stadium Stadium mk St James' Park Lugar de los 13 estados que van a hacer partidos de rugby en el 2015 IRB World Cup anunciado el 2 de mayo de 2013 | Wembley Olímpico Twickenham Villa Park Brighton Community Stadium Manchester City Stadium Sandy Park Millennium Stadium Kingsholm Stadium Elland Road Leicester City Stadium Stadium mk St James' Park Lugar de los 13 estados que van a hacer partidos de rugby en el 2015 IRB World Cup anunciado el 2 de mayo de 2013 |                                                    |
| Leicester                                 | Brighton | Milton Keynes | Milton Keynes | Gloucester | Exeter                                             |
| Leicester City Stadium                    | Brighton Community Stadium | Stadium mk | Stadium mk | Kingsholm Stadium | Sandy Park                                         |
| 52°37′13″N 1°8′32″O / 52.62028, -1.14222  | 50°51′42″N 0°4′59.80″O / 50.86167, -0.0832778 | 52°00′34″N 00°44′00″O / 52.00944, -0.73333 | 52°00′34″N 00°44′00″O / 52.00944, -0.73333 | 51°52′18″N 2°14′34″O / 51.87167, -2.24278 | 50°42′33.51″N 3°28′3.26″O / 50.7093083, -3.4675722 |
| Capacidad: 32 312                         | Capacidad: 30 750 | Capacidad: 30 717 | Capacidad: 30 717 | Capacidad: 16 500 | Capacidad: 12 300                                  |
|                                           | | | | |                                                    |

## Primera fase
En la primera fase o fase de grupos las 20 selecciones clasificadas fueron divididas en cuatro grupos de cinco equipos cada una, con el mismo sistema de las ediciones de 2003, 2007 y 2011. Durante esta parte del torneo los equipos disputaron una liguilla clasificatoria en la que las selecciones jugaron todas contra todas dentro de cada grupo, una vez. De tal manera que se disputaron 10 partidos por grupo, es decir, 40 encuentros en total durante esta fase.
A la finalización de esta fase, los equipos de cada grupo fueron clasificados de uno a cinco sobre la base de los puntos obtenidos en sus cuatro partidos correspondientes. Los equipos recibieron cuatro puntos por ganar un partido, dos puntos por empatar y ninguno por perder. Si un equipo anotó cuatro o más tries recibió un punto extra, así como un equipo que perdió por siete o menos puntos. Los dos primeros equipos de cada grupo disputaron la fase final, y los tres primeros de cada grupo se clasificaron automáticamente para la Copa Mundial de Rugby de 2019 en Japón.
BO: Punto de bonificación ofensivo.
BD: Punto de bonificación defensivo.

### Grupo A
| Posición | Selección  | Partidos | Partidos | Partidos  | Partidos | Tries a favor | Tantos  | Tantos    | Tantos     | Puntos extra | Puntos |
| Posición | Selección  | Jugados  | Ganados  | Empatados | Perdidos | Tries a favor | A favor | En contra | Diferencia | Puntos extra | Puntos |
| -------- | ---------- | -------- | -------- | --------- | -------- | ------------- | ------- | --------- | ---------- | ------------ | ------ |
| 1        | Australia  | 4        | 4        | 0         | 0        | 17            | 141     | 35        | 106        | 1            | 17     |
| 2        | Gales      | 4        | 3        | 0         | 1        | 11            | 111     | 62        | 49         | 1            | 13     |
| 3        | Inglaterra | 4        | 2        | 0         | 2        | 16            | 133     | 75        | 58         | 3            | 11     |
| 4        | Fiyi       | 4        | 1        | 0         | 3        | 10            | 84      | 101       | -17        | 1            | 5      |
| 5        | Uruguay    | 4        | 0        | 0         | 4        | 2             | 30      | 226       | -196       | 0            | 0      |

| 18 de septiembre de 2015 | Inglaterra | BO 35 - 11 (18-8) | Fiyi                                               | Twickenham Stadium, Londres,                                        |                                                                     |
| 20.00h (GMT)             | Tries: Ensayo de castigo 13'c Brown 22', 72'c Vunipola 80'c Conversiones: Ford (1/2) 13' Farrell (2/2) 73', 80' Penales: Ford 3', 34' Farrell 68' | Reporte           | Tries: Nadolo 30' Penales: Nadolo 30' Volavola 64' | Asistencia: 80.015 espectadores Árbitro(s): Jaco Peyper (Sudáfrica) | Asistencia: 80.015 espectadores Árbitro(s): Jaco Peyper (Sudáfrica) |

| 20 de septiembre de 2015 | Gales | BO 54 - 9 (28-9) | Uruguay                       | Millenium Stadium, Cardiff,                                        |                                                                    |
| 14.30h (GMT)             | Tries: Lee 15'c Allen 19'c, 30'c, 40'c Amos 50'c Davies 60' 80'c Tipuric 71'c Conversiones: Priestland (7/8) 16', 19', 30', 40', 51', 72', 80' | Reporte          | Penales: Berchesi 2', 9', 24' | Asistencia: 71.887 espectadores Árbitro(s): Romain Poite (Francia) | Asistencia: 71.887 espectadores Árbitro(s): Romain Poite (Francia) |

| 23 de septiembre de 2015 | Australia                                                                               | 28 - 13 (18-3) | Fiyi                                                                     | Millenium Stadium, Cardiff,                                              |                                                                          |
| 16.45h (GMT)             | Tries: Pocock 26', 31' Kepu 43'c Conversiones: Foley (2/3) Penales: Foley 10', 380, 70' | Reporte        | Tries: Volavola 60'c Conversiones: Nadolo (1/1) Penales: Nadolo 21', 47' | Asistencia: 67.253 espectadores Árbitro(s): Glen Jackson (Nueva Zelanda) | Asistencia: 67.253 espectadores Árbitro(s): Glen Jackson (Nueva Zelanda) |

| 26 de septiembre de 2015 | Inglaterra | BD 25 - 28 (16-9) | Gales | Twickenham Stadium, Londres,                                        |                                                                     |
| 16:00                    | Tries: May 27'c Conversiones: Farrell (1/1) 29' Penales: Farrell (5/5) 12', 24', 44', 52', 69' Drops: Farrell 18' | Reporte           | Tries: G. Davies 71'c Conversiones: Biggar (1/1) 72' Penales: Biggar (7/7) 3', 16', 40', 48', 54', 59', 75' | Asistencia: 81.129 espectadores Árbitro(s): Jérôme Garcès (Francia) | Asistencia: 81.129 espectadores Árbitro(s): Jérôme Garcès (Francia) |

| 27 de septiembre de 2015 | Australia | BO 65 - 3 (31-3) | Uruguay                     | Villa Park, Birmingham,                                              |                                                                      |
| 8:00                     | Tries: McMahon (2) 7'm, 69'm Tomane 9'c Mumm 26'm Speight 31'c McCalman (2) 36'c, 61'c Mitchell (2) 47'm, 52'm Toomua 71'm Kuridrani 80'c Conversiones: Cooper (5/11) 10', 32', 36', 62', 80' | Reporte          | Penales: Berchesi (1/1) 24' | Asistencia: 39.605 espectadores Árbitro(s): Pascal Gaüzère (Francia) | Asistencia: 39.605 espectadores Árbitro(s): Pascal Gaüzère (Francia) |

| 1 de octubre de 2015 | Gales | 23 - 13 (17-6) | Fiyi                                                                                  | Millenium Stadium, Cardiff,                                      |                                                                  |
| 12:45                | Tries: G. Davies 7' c Baldwin 32' c Conversiones: Biggar (2/2) 8', 34' Penales: Biggar (3/3) 21', 55', 69' | Reporte        | Tries: Goneva 49' c Conversiones: Volavola (1/1) 50' Penales: Volavola (2/4) 14', 38' | Asistencia: 71.576 espectadores Árbitro(s): John Lacey (Irlanda) | Asistencia: 71.576 espectadores Árbitro(s): John Lacey (Irlanda) |

| 3 de octubre de 2015 | Inglaterra                                                               | 13 - 33 (3-17) | Australia                                                                                      | Twickenham Stadium, Londres,                                       |                                                                    |
| 16.00h (GMT)         | Tries: Watson 56'c Conversiones: Farrell (1/1) Penales: Farrell 13', 65' | Reporte        | Tries: Foley 20'c, 35'c Giteau 80'c Conversiones: Foley (3/3) Penales: Foley 8', 50', 72', 76' | Asistencia: 81.010 espectadores Árbitro(s): Romain Poite (Francia) | Asistencia: 81.010 espectadores Árbitro(s): Romain Poite (Francia) |

| 6 de octubre de 2015 | Fiyi | BO 47 - 15 (26-10) | Uruguay | Stadium MK, Milton Keynes,                                        |                                                                   |
| 16:00                | Tries: Penalty try (2) 3' c, 27' c Kenatale 8' m Nakarawa 38' c Cavubati 64' c Murimurivalu 66' c Nadolo 79' c Conversiones: Nadolo (6/7) 3', 28', 39', 65', 66', 80 | Reporte            | Tries: Arboleya 17' c Ormaechea 58' m Conversiones: Ormaechea (1/2) 18' Penales: Durán (1/1) 15' Ormaechea (0/1) | Asistencia: 30.048 espectadores Árbitro(s): JP Doyle (Inglaterra) | Asistencia: 30.048 espectadores Árbitro(s): JP Doyle (Inglaterra) |

| 10 de octubre de 2015 | Australia                              | 15 - 6 (9-6) | Gales                   | Twickenham Stadium, Londres,                                          |                                                                       |
| 12:45                 | Penales: Foley 25', 31', 37', 51', 73' | Reporte      | Penales: Biggar 6', 34' | Asistencia: 80.863 espectadores Árbitro(s): Craig Joubert (Sudáfrica) | Asistencia: 80.863 espectadores Árbitro(s): Craig Joubert (Sudáfrica) |

| 10 de octubre de 2015 | Inglaterra | BO 60 - 3 | Uruguay              | City of Manchester Stadium, Mánchester,                                   |                                                                           |
| 16:00                 | Tries: Watson 7'c Easter 18'c, 23'c, 60' Watson 42' Slade 54' Nowell 57'c, 70', 74' Ensayo de castigo 82' Conversiones: Farrell (4/6) Ford (1/4) | Reporte   | Penales: Berchesi 2' | Asistencia: 50.778 espectadores Árbitro(s): Chris Pollock (Nueva Zelanda) | Asistencia: 50.778 espectadores Árbitro(s): Chris Pollock (Nueva Zelanda) |

### Grupo B
| Posición | Selección      | Partidos | Partidos | Partidos  | Partidos | Tries a favor | Tantos  | Tantos    | Tantos     | Puntos extra | Puntos |
| Posición | Selección      | jugados  | ganados  | empatados | perdidos | Tries a favor | a favor | en contra | diferencia | Puntos extra | Puntos |
| -------- | -------------- | -------- | -------- | --------- | -------- | ------------- | ------- | --------- | ---------- | ------------ | ------ |
| 1        | Sudáfrica      | 4        | 3        | 0         | 1        | 23            | 176     | 56        | 120        | 4            | 16     |
| 2        | Escocia        | 4        | 3        | 0         | 1        | 14            | 136     | 93        | 40         | 2            | 14     |
| 3        | Japón          | 4        | 3        | 0         | 1        | 9             | 98      | 100       | -2         | 0            | 12     |
| 4        | Samoa          | 4        | 1        | 0         | 3        | 7             | 69      | 124       | -55        | 2            | 6      |
| 5        | Estados Unidos | 4        | 0        | 0         | 4        | 5             | 50      | 156       | -106       | 0            | 0      |

| 19 de septiembre de 2015 | Sudáfrica | BO BD 32 - 34 (12-10) | Japón | Falmer Stadium, Brighton,                                           |                                                                     |
| 16:45 GMT                | Tries: Louw 18'c B. Du Plessis 33' De Jager 44'c Strauss 62'c Conversiones: Lambie (2/3) 19', 45' Pollard (1/1) 63' Penales: Lambie 57' Pollard 73' | Reporte               | Tries: Leitch 30'c Goromaru 69'c Hesketh 80' Conversiones: Goromaru (2/3) 31' 70' Penales: Goromaru 8', 43', 49', 53', 60' | Asistencia: 29.290 espectadores Árbitro(s): Jérôme Garcès (Francia) | Asistencia: 29.290 espectadores Árbitro(s): Jérôme Garcès (Francia) |

| 20 de septiembre de 2015 | Samoa                                                                                | 25 - 16 (14-8) | Estados Unidos                                          | Falmer Stadium, Brighton,                                           |                                                                     |
| 8:00                     | Tries: Nanai Williams 20' Treviranus 46' Penales: Pisi 8', 28', 39', 51' Stanley 70' | Reporte        | Tries: Wyles 34' Baumann 74' Penales: MacGinty 31', 53' | Asistencia: 29.178 espectadores Árbitro(s): George Clancy (Irlanda) | Asistencia: 29.178 espectadores Árbitro(s): George Clancy (Irlanda) |

| 23 de septiembre de 2015 | Escocia | BO 45 - 10 (12-7) | Japón                                                                     | Kingsholm Stadium, Gloucester,                                   |                                                                  |
| 14.30h GMT               | Tries: Hardie 48 Bennett 56'c, 69'c Seymour 64'c Russell 74'c Conversiones: Laidlaw (4/5) Penales: Laidlaw 3', 12', 18', 20' | Reporte           | Tries: Lelei Mafi 15'c Conversiones: Goromaru (1/1) Penales: Goromaru 46' | Asistencia: 14.354 espectadores Árbitro(s): John Lacey (Irlanda) | Asistencia: 14.354 espectadores Árbitro(s): John Lacey (Irlanda) |

| 26 de septiembre de 2015 | Sudáfrica | BO 46 - 6 (17-6) | Samoa                    | Villa Park, Birmingham,                                               |                                                                       |
| 12:45                    | Tries: Pietersen 15', 47'c, 78' Burger 58' Brits 71' Habana 80'c Conversiones: Pollard (1/4) Lambie 80' Penales: Pollard 2', 19', 24', 39' | Reporte          | Penales: Stanley 9', 12' | Asistencia: 39.526 espectadores Árbitro(s): Wayne Barnes (Inglaterra) | Asistencia: 39.526 espectadores Árbitro(s): Wayne Barnes (Inglaterra) |

| 27 de septiembre de 2015 | Escocia | BO 39 - 16 (6-13) | Estados Unidos                                                                     | Elland Road, Leeds,                                                       |                                                                           |
| 10:30                    | Tries: Visser 42' Maitland 47'c Nel 54'c Scott 65'c Weir 79'c Conversiones: Russell (1/2) Laidlaw (3/3) Penales: Hogg 7' Russell 16' | Reporte           | Tries: Lamositele 21'c Conversiones: MacGinty (1/1) Penales: MacGinty 3', 40', 51' | Asistencia: 33.521 espectadores Árbitro(s): Chris Pollock (Nueva Zelanda) | Asistencia: 33.521 espectadores Árbitro(s): Chris Pollock (Nueva Zelanda) |

| 3 de octubre de 2015 | Samoa            | 5 - 26 (0-20) | Japón | Stadium MK, Milton Keynes,                                            |                                                                       |
| 10:30                | Tries: Perez 64' | Reporte       | Tries: Ensayo de castigo 24'c Yamada 41'c Conversiones: Goromaru (2/2) Penales: Goromaru 8', 34', 48', 59' | Asistencia: 29 019 espectadores Árbitro(s): Craig Joubert (Sudáfrica) | Asistencia: 29 019 espectadores Árbitro(s): Craig Joubert (Sudáfrica) |

| 3 de octubre de 2015 | Sudáfrica | 34 - 16 (20-3) | Escocia                                                                            | St James' Park, Newcastle,                                      |                                                                 |
| 12:45                | Tries: Burger 13'c Pietersen 38'c Habana 73' Conversiones: Pollard (2/3) Penales: Pollard 17', 27', 51', 62', 68' | Reporte        | Tries: Seymour 49'c Conversiones: Laidlaw (1/1) Penales: Laidlaw 31', 45' Weir 60' | Asistencia: 50 900 espectadores Árbitro(s): Nigel Owens (Gales) | Asistencia: 50 900 espectadores Árbitro(s): Nigel Owens (Gales) |

| 7 de octubre de 2015 | Sudáfrica | BO 64 - 0 (14-0) | Estados Unidos | Olympic Stadium, Londres,                                            |                                                                      |
| 12:45                | Tries: De Allende 7'c Ensayo de castigo 27'c Habana 42'c, 59'c, 61'c B. Du Plessis 47' Louw 53'c, 69' Kriel 73' Mvovo 84'c Conversiones: Pollard (4/5) Steyn (3/5) | Reporte          |                | Asistencia: 54 658 espectadores Árbitro(s): Pascal Gauzere (Francia) | Asistencia: 54 658 espectadores Árbitro(s): Pascal Gauzere (Francia) |

| 10 de octubre de 2015 | Samoa | BO BD 33 - 36 (26-23) | Escocia | St James' Park, Newcastle,                                          |                                                                     |
| 10:30                 | Tries: Pisi 11'c Leiataua 14' Lee-Lo 21' Matu'u 78'c Conversiones: Pisi (1/3) Faapale (1/1) Penales: Pisi 5', 29', 38' | Reporte               | Tries: Seymour 12'c Hardle 32'c Laidlaw 74' Conversiones: Laidlaw (3/3) Penales: Laidlaw 9', 20', 25', 51', 53' | Asistencia: 51 982 espectadores Árbitro(s): Jaco Peyper (Sudáfrica) | Asistencia: 51 982 espectadores Árbitro(s): Jaco Peyper (Sudáfrica) |

| 11 de octubre de 2015 | Estados Unidos                                                                       | 18 - 28 (8-17) | Japón                                                                                                   | Kingsholm Stadium, Gloucester,                                           |                                                                          |
| 16:00                 | Tries: Ngwenya 24' Wyles 71'c Conversiones: MacGinty (1/2) Penales: MacGinty 5', 55' | Reporte        | Tries: Matsushima 7'c Fujita 28'c Mafi 62' Conversiones: Goromaru (2/3) Penales: Goromaru 33', 44', 77' | Asistencia: 14.517 espectadores Árbitro(s): Glen Jackson (Nueva Zelanda) | Asistencia: 14.517 espectadores Árbitro(s): Glen Jackson (Nueva Zelanda) |

### Grupo C
| Posición | Selección     | Partidos | Partidos | Partidos  | Partidos | Tries a favor | Tantos  | Tantos    | Tantos     | Puntos extra | Puntos |
| Posición | Selección     | jugados  | ganados  | empatados | perdidos | Tries a favor | a favor | en contra | diferencia | Puntos extra | Puntos |
| -------- | ------------- | -------- | -------- | --------- | -------- | ------------- | ------- | --------- | ---------- | ------------ | ------ |
| 1        | Nueva Zelanda | 4        | 4        | 0         | 0        | 25            | 174     | 49        | 125        | 3            | 19     |
| 2        | Argentina     | 4        | 3        | 0         | 1        | 22            | 179     | 70        | 109        | 3            | 15     |
| 3        | Georgia       | 4        | 2        | 0         | 2        | 5             | 53      | 123       | -70        | 0            | 8      |
| 4        | Tonga         | 4        | 1        | 0         | 3        | 8             | 70      | 130       | -60        | 2            | 6      |
| 5        | Namibia       | 4        | 0        | 0         | 4        | 8             | 70      | 174       | -104       | 1            | 1      |

| 19 de septiembre de 2015 | Tonga                                                              | BD 10 - 17 (3-10) | Georgia                                                                                              | Kingsholm Stadium, Gloucester,                                  |                                                                 |
| 12:00 GMT                | Tries: Vainikolo 72' Conversiones: Morath (1/1) Penales: Morath 9' | Reporte           | Tries: Gorgodze 27'c Tkhilaishvili 56'c Conversiones: Kvirikashvili (2/2) Penales: Kvirikashvili 19' | Asistencia: 14.200 espectadores Árbitro(s): Nigel Owens (Gales) | Asistencia: 14.200 espectadores Árbitro(s): Nigel Owens (Gales) |

| 20 de septiembre de 2015 | Nueva Zelanda                                                                               | 26 - 16 (12-13) | Argentina                                                                                          | Wembley Stadium, Londres,                                             |                                                                       |
| 16:45 GMT                | Tries: A. Smith 57'c Cane 67'c Conversiones: Carter (2/2) Penales: Carter 5', 11', 19', 40' | Reporte         | Tries: Guido Petti 21'c Conversiones: Nicolás Sánchez (1/1) Penales: Nicolás Sánchez 30', 38', 43' | Asistencia: 89.019 espectadores Árbitro(s): Wayne Barnes (Inglaterra) | Asistencia: 89.019 espectadores Árbitro(s): Wayne Barnes (Inglaterra) |

| 24 de septiembre de 2015 | Nueva Zelanda | BO 58 - 14 (34-6) | Namibia                                            | Olympic Stadium, Londres,                                          |                                                                    |
| 20.00h (GMT)             | Tries: Vito 6'c Milner-Skudder 10', 40' Fekitoa 21'c Barrett 31'c Savea 47'c, 75' Smith 61' Taylor 79'c Conversiones: Barrett (5/9) Penales: Barrett 5' | Reporte           | Tries: Deysel Jnr 51' Penales: Kotzé 14', 23', 44' | Asistencia: 51.820 espectadores Árbitro(s): Romain Poite (Francia) | Asistencia: 51.820 espectadores Árbitro(s): Romain Poite (Francia) |

| 25 de septiembre de 2015 | Argentina | BO 54 - 9 (14-9) | Georgia                              | Kingsholm Stadium, Gloucester,                                    |                                                                   |
| 16:45 GMT                | Tries: Lavanini 10' Cubelli 47'c Imhoff 49'c, 76' Cordero 53'c, 72'c Landajo 70'c Conversiones: Sánchez (3/4) Bosch (2/3) Penales: Sánchez 21', 35' Drops: Sánchez 6' | Reporte          | Penales: Kvirikashvili 17', 20', 32' | Asistencia: 14.256 espectadores Árbitro(s): JP Doyle (Inglaterra) | Asistencia: 14.256 espectadores Árbitro(s): JP Doyle (Inglaterra) |

| 29 de septiembre de 2015 | Tonga                                                                                                 | BO 35 - 21 (22-7) | Namibia                                                       | Sandy Park, Exeter,                                                      |                                                                          |
| 16.45h GMT               | Tries: Veainu 6'c, 55' Ram 12', 45' Fosita 25'c Conversiones: Lilo (2/5) Penales: Lilo 35' Morath 73' | Reporte           | Tries: Tromp 18'c Burger 49'c, 67'c Conversiones: Kotzé (3/3) | Asistencia: 10.103 espectadores Árbitro(s): Glen Jackson (Nueva Zelanda) | Asistencia: 10.103 espectadores Árbitro(s): Glen Jackson (Nueva Zelanda) |

| 2 de octubre de 2015 | Nueva Zelanda | BO 43 - 10 (22-10) | Georgia                                                                                   | Millenium Stadium, Cardiff,                                          |                                                                      |
| 20.00h GMT           | Tries: Naholo 2' c Savea (3) 8' m, 17' m, 74' c Coles 22' m Read 52' c Fekitoa 77' Conversiones: Carter (4/7) 3', 53', 75', 78' | Reporte            | Tries: Tsiklauri 5' c Conversiones: Malaghuradze (1/1) 6' Penales: Malaghuradze (1/1) 12' | Asistencia: 69 187 espectadores Árbitro(s): Pascal Gaüzère (Francia) | Asistencia: 69 187 espectadores Árbitro(s): Pascal Gaüzère (Francia) |

| 4 de octubre de 2015 | Argentina | BO 45 - 16 (20-13) | Tonga                                                    | King Power Stadium, Leicester,                                      |                                                                     |
| 14.30h GMT           | Tries: Tuculet 20'c Imhoff 22'c Sánchez 64' Montoya 72'c Cordero 80'c Conversiones: Sánchez (4/5) Penales: Sánchez 18', 26', 44', 53' | Reporte            | Tries: Morath 7' Tonga'uiha 38' Penales: Morath 33', 42' | Asistencia: 29.124 espectadores Árbitro(s): Jaco Peyper (Sudáfrica) | Asistencia: 29.124 espectadores Árbitro(s): Jaco Peyper (Sudáfrica) |

| 7 de octubre de 2015 | Namibia                                                                 | BD 16 - 17 (6-0) | Georgia                                                                                            | Sandy Park, Exeter,                                                 |                                                                     |
| 20.00h GMT           | Tries: Kotze 61'c Conversiones: Kotze (1/1) Penales: Kotze 2', 18', 70' | Reporte          | Tries: Gorgodze 50'c Malaguradze 55'c Conversiones: Kvirikashvili (2/2) Penales: Kvirikashvili 68' | Asistencia: 11 156 espectadores Árbitro(s): George Clancy (Irlanda) | Asistencia: 11 156 espectadores Árbitro(s): George Clancy (Irlanda) |

| 9 de octubre de 2015 | Nueva Zelanda | BO 47 - 9 (14-3) | Tonga                         | St James' Park, Newcastle,                                       |                                                                  |
| 20.00h GMT           | Tries: B. Smith 13'c Woodcock 31'c Milner-Skudder 52'c,58'c Williams 66'c Cane 70'c Nonu 76' Conversiones: Carter (6/7) | Reporte          | Penales: Morath 26', 49', 57' | Asistencia: 50 985 espectadores Árbitro(s): John Lacey (Irlanda) | Asistencia: 50 985 espectadores Árbitro(s): John Lacey (Irlanda) |

| 11 de octubre de 2015 | Argentina | BO 64 - 19 (36-7) | Namibia | Leicester City Stadium, Leicester,                                   |                                                                      |
| 12.00h (GMT)          | Tries: Juan Martín Hernández 7' Matías Moroni 19' Horacio Agulla 24' Facundo Isa 36' Lucas Noguera Paz 40' Matías Alemanno 49' Leonardo Senatore 64' Julián Montoya 69' Tomas Cubelli 74' Conversiones: Santiago González Iglesias (4/5) Juan Pablo Socino (4/4) Penales: Santiago González Iglesias 12' | Reporte           | Tries: Johan Tromp 13' JC Greyling 46' EA Jantijes 82' Conversiones: Theuns Kotze (2/2) JH Redelinghuys (0/1) | Asistencia: 30 198 espectadores Árbitro(s): Pascal Gaüzère (Francia) | Asistencia: 30 198 espectadores Árbitro(s): Pascal Gaüzère (Francia) |

### Grupo D
| Posición | Selección | Partidos | Partidos | Partidos  | Partidos | Tries a favor | Tantos  | Tantos    | Tantos     | Puntos extra | Puntos |
| Posición | Selección | jugados  | ganados  | empatados | perdidos | Tries a favor | a favor | en contra | diferencia | Puntos extra | Puntos |
| -------- | --------- | -------- | -------- | --------- | -------- | ------------- | ------- | --------- | ---------- | ------------ | ------ |
| 1        | Irlanda   | 4        | 4        | 0         | 0        | 16            | 134     | 35        | 99         | 2            | 18     |
| 2        | Francia   | 4        | 3        | 0         | 1        | 12            | 120     | 63        | 57         | 2            | 14     |
| 3        | Italia    | 4        | 2        | 0         | 2        | 7             | 74      | 88        | -14        | 2            | 10     |
| 4        | Rumania   | 4        | 1        | 0         | 3        | 7             | 60      | 129       | -69        | 0            | 4      |
| 5        | Canadá    | 4        | 0        | 0         | 4        | 7             | 58      | 131       | -73        | 2            | 2      |

| 19 de septiembre de 2015 | Irlanda | BO 50 - 7 (29-0) | Canadá                                                 | Millenium Stadium, Cardiff,                                              |                                                                          |
| 14:30 GMT                | Tries: O'Brien 18'c Henderson 25'c Sexton 28' D. Kearney 35'c Cronin 66'c R. Kearney 73'c Payne 76'c Conversiones: Sexton (3/4) Madigan (3/3) Penales: Sexton 14' | Reporte          | Tries: Van der Merwe 68'c Conversiones: Hirayama (1/1) | Asistencia: 68.523 espectadores Árbitro(s): Glen Jackson (Nueva Zelanda) | Asistencia: 68.523 espectadores Árbitro(s): Glen Jackson (Nueva Zelanda) |

| 19 de septiembre de 2015 | Francia | 32 - 10 (15-3) | Italia                                                            | Twickenham Stadium, Londres,                                          |                                                                       |
| 20:00 GMT                | Tries: Slimani 44'c Mas 69'c Conversiones: Michalak (2/2) Penales: Michalak 7', 11', 28', 40', 42', Spedding 38' |                | Tries: Venditti 52'c Conversiones: Allan (1/1) Penales: Allan 34' | Asistencia: 76.232 espectadores Árbitro(s): Craig Joubert (Sudáfrica) | Asistencia: 76.232 espectadores Árbitro(s): Craig Joubert (Sudáfrica) |

| 23 de septiembre de 2015 | Francia | BO 38 - 11 (17-6) | Rumania                                        | Olympic Stadium, Londres,                                           |                                                                     |
| 20.00h GMT               | Tries: Guitoune 30'c, 66'c Nyanga 34'c Fofana 69'c Fickou 79'c Conversiones: Parra (3/3) Kockott (2/2) Penales: Parra 8' | Reporte           | Tries: V. Ursache 74' Penales: Vlaicu 20', 40' | Asistencia: 50.626 espectadores Árbitro(s): Jaco Peyper (Sudáfrica) | Asistencia: 50.626 espectadores Árbitro(s): Jaco Peyper (Sudáfrica) |

| 26 de septiembre de 2015 | Italia                                                                               | 23 - 18 BD (13-10) | Canadá                                                                                      | Elland Road, Leeds,                                                 |                                                                     |
| 14:30 GMT                | Tries: Rizzo 17'c Garcia 58'c Conversiones: Allan (2/2) Penales: Allan 25', 40', 80' | Reporte            | Tries: Var der Merwe 15'c Evans 44' Conversiones: Hirayama (1/2) Penales: Hirayama 14', 72' | Asistencia: 33.120 espectadores Árbitro(s): George Clancy (Irlanda) | Asistencia: 33.120 espectadores Árbitro(s): George Clancy (Irlanda) |

| 27 de septiembre de 2015 | Irlanda | BO 44 - 10 (18-3) | Rumania                                                                | Wembley Stadium, Londres,                                             |                                                                       |
| 16.45h GMT               | Tries: Bowe 19'c, 62'c Earls 29', 44'c R. Kearney 65' Henry 74'c Conversiones: Madigan (4/6) Penales: Madigan 8', 18' | Reporte           | Tries: Tonita 78'c Conversiones: Vlaicu (1/1) Penales: Calafeteanu 11' | Asistencia: 89.267 espectadores Árbitro(s): Craig Joubert (Sudáfrica) | Asistencia: 89.267 espectadores Árbitro(s): Craig Joubert (Sudáfrica) |

| 1 de octubre de 2015 | Francia | BO 41 - 18 (24-12) | Canadá | Stadium MK, Milton Keynes,                                        |                                                                   |
| 20:00 GMT            | Tries: Fofana 4' c Guirado 28' c Slimani 38' c Papé 67' c Grosso 74' c Conversiones: Michalak (4/4) 5', 30', 39', 67' Parra (1/1) 76' Penales: Michalak (2/2) 14', 59' | Reporte            | Tries: Van der Merwe 31' c Carpenter 34' m Conversiones: Hirayama (1/2) 32' Penales: Hirayama (2/2) 42', 56' | Asistencia: 28 145 espectadores Árbitro(s): JP Doyle (Inglaterra) | Asistencia: 28 145 espectadores Árbitro(s): JP Doyle (Inglaterra) |

| 4 de octubre de 2015 | Irlanda                                                                   | 16 - 9 BD (10-6) | Italia                       | Olympic Stadium, Londres,                                           |                                                                     |
| 16.45h GMT           | Tries: Earls 19'c Conversiones: Sexton (1/1) Penales: Sexton 9', 58', 62' | Reporte          | Penales: Allan 15', 24', 52' | Asistencia: 53 187 espectadores Árbitro(s): Jérôme Garcès (Francia) | Asistencia: 53 187 espectadores Árbitro(s): Jérôme Garcès (Francia) |

| 6 de octubre de 2015 | Canadá                                                                                                  | BD 15 - 17 (8-0) | Rumania                                                                  | Leicester City Stadium, Leicester,                                    |                                                                       |
| 16:45 GMT            | Tries: Van Der Merwe 33' Hassler 44'c Conversiones: Mc Rorie (0/1) Hirayama (1/1) Penales: Mc Rorie 11' | Reporte          | Tries: Macovei 53'c, 74'c Conversiones: Viaicu (2/2) Penales: Viaicu 78' | Asistencia: 27.153 espectadores Árbitro(s): Wayne Barnes (Inglaterra) | Asistencia: 27.153 espectadores Árbitro(s): Wayne Barnes (Inglaterra) |

| 11 de octubre de 2015 | Italia                                                                                             | BO 32 - 22 (22-3) | Rumania                                                                              | Sandy Park, Exeter,                                                |                                                                    |
| 14.30h GMT            | Tries: Sarto 10' Gori 24'c Allan 39'c Zanni 46'c Conversiones: Allan (3/4) Penales: Allan 16', 70' | Reporte           | Tries: Apostol 66'c, 79' Popirlan 75'c Conversiones: Vlaicu (2/3) Penales: Vlaicu 5' | Asistencia: 11.450 espectadores Árbitro(s): Romain Poite (Francia) | Asistencia: 11.450 espectadores Árbitro(s): Romain Poite (Francia) |

| 11 de octubre de 2015 | Francia                              | 9 - 24 (6-9) | Irlanda                                                                                                 | Millenium Stadium, Cardiff,                                     |                                                                 |
| 16.45h GMT            | Penales: Spedding 16', 23' Parra 64' | Reporte      | Tries: R. Kearney 50' Murray 72'c Conversiones: Madigan (1/2) Penales: Sexton 13', 19' Madigan 29', 77' | Asistencia: 72.163 espectadores Árbitro(s): Nigel Owens (Gales) | Asistencia: 72.163 espectadores Árbitro(s): Nigel Owens (Gales) |

## Fase final
Finalizada la fase de grupos, los dos primeros equipos de cada grupo pasan a los cuartos de final del torneo, que consiste en partidos eliminatorios. Los equipos que ganan los partidos de cuartos de final se clasifican para las semifinales, y los equipos que pierden los partidos de cuartos de final son eliminados del Mundial.
Los partidos de semifinales también consisten en partidos eliminatorios. Los ganadores de los partidos semifinales se clasifican para la Final de la Copa del Mundo, y los perdedores de las semifinales disputan la final de Bronce.
Durante la fase final del torneo, si los equipos terminan empatados al final del partido, el ganador se determinará mediante los siguientes criterios secuenciales:
1. Prórroga: se disputan dos períodos extra de 10 minutos cada uno.
2. Muerte súbita: si el resultado continuara empatado tras disputarse los 20 minutos extra, se jugaría un tiempo extra adicional de 10 minutos como máximo. Durante este período el primer equipo en marcar puntos sería declarado ganador.
3. Competición de kicks: si después de este período de muerte súbita no se pudiera declararse un ganador, se realizaría una competición de kicks desde el suelo entre los dos equipos. El ganador de esa competición sería el ganador del partido.

|  | Cuartos de final                   | Cuartos de final                   |                                    |           | Semifinales            | Semifinales            |  |  | Final                               | Final |
|  |                                    |                                    |                                    |           |                        |                        |  |  |                                     |       |
|  | 17 de octubre - Twickenham Stadium |                                    |                                    |           |                        |                        |  |  |                                     |       |
|  |                                    |                                    |                                    |           |                        |                        |  |  |                                     |       |
|  | Sudáfrica                          | 23                                 |                                    |           |                        |                        |  |  |                                     |       |
|  | Sudáfrica                          | 23                                 | 24 de octubre - Twickenham Stadium |           |                        |                        |  |  |                                     |       |
|  | Gales                              | 19                                 |                                    |           |                        |                        |  |  |                                     |       |
|  | Gales                              | 19                                 | Sudáfrica                          | 18        |                        |                        |  |  |                                     |       |
|  | 17 de octubre - Millennium Stadium |                                    | Sudáfrica                          | 18        |                        |                        |  |  |                                     |       |
|  |                                    | Nueva Zelanda                      | 20                                 |           |                        |                        |  |  |                                     |       |
|  | Nueva Zelanda                      | Nueva Zelanda                      | 20                                 | 62        |                        |                        |  |  |                                     |       |
|  | Nueva Zelanda                      |                                    | 31 de octubre - Twickenham Stadium | 62        |                        |                        |  |  |                                     |       |
|  | Francia                            | 13                                 |                                    |           |                        |                        |  |  |                                     |       |
|  | Francia                            | 13                                 | Nueva Zelanda                      | 34        |                        |                        |  |  |                                     |       |
|  | 18 de octubre - Millennium Stadium |                                    | Nueva Zelanda                      | 34        |                        |                        |  |  |                                     |       |
|  |                                    | Australia                          | 17                                 |           |                        |                        |  |  |                                     |       |
|  | Irlanda                            | Australia                          | 17                                 | 20        |                        |                        |  |  |                                     |       |
|  | Irlanda                            | 25 de octubre - Twickenham Stadium |                                    | 20        |                        |                        |  |  |                                     |       |
|  | Argentina                          | 43                                 |                                    |           |                        |                        |  |  |                                     |       |
|  | Argentina                          | 43                                 | Argentina                          | 15        | Tercer y cuarto puesto | Tercer y cuarto puesto |  |  |                                     |       |
|  | 18 de octubre - Twickenham Stadium |                                    | Argentina                          | 15        | Tercer y cuarto puesto | Tercer y cuarto puesto |  |  |                                     |       |
|  |                                    | Australia                          | 29                                 |           |                        |                        |  |  |                                     |       |
|  | Australia                          | Australia                          | 29                                 | 35        | Sudáfrica              | 24                     |  |  |                                     |       |
|  | Australia                          |                                    |                                    | 35        | Sudáfrica              | 24                     |  |  |                                     |       |
|  | Escocia                            | 34                                 |                                    | Argentina | 13                     |                        |  |  |                                     |       |
|  | Escocia                            | 34                                 |                                    |           | 13                     |                        |  |  |                                     |       |
|  |                                    |                                    |                                    |           |                        |                        |  |  | 30 de octubre - Olímpico de Londres |       |
|  |                                    |                                    |                                    |           |                        |                        |  |  |                                     |       |

### Cuartos de final
| 17 de octubre de 2015 | Sudáfrica                                                                                                  | 23 - 19 (12-13) | Gales                                                                                         | Twickenham Stadium, Londres,                                          |                                                                       |
| 16.00h GMT+1          | Tries: Du Preez 75' Conversiones: Pollard (0/1) Drops: Pollard 52' Penales: Pollard 9', 13', 17', 21', 62' | Reporte         | Tries: Davies 18'c Conversiones: Biggar (1/1) Penales: Biggar 15', 47', 64' Drops: Biggar 41' | Asistencia: 79,572 espectadores Árbitro(s): Wayne Barnes (Inglaterra) | Asistencia: 79,572 espectadores Árbitro(s): Wayne Barnes (Inglaterra) |

| 17 de octubre de 2015 | Nueva Zelanda | 62 - 13 (29-13) | Francia                                                                       | Millennium Stadium, Cardiff,                                    |                                                                 |
| 20.00h GMT+1          | Tries: Retalick 11'c Milner-Skudder 23'c Savea (3) 29'c, 38', 59'c Kaino 50' Read 64'c Kerr-Barlow (2) 68'c, 71'c Conversiones: Carter (7/9) Penales: Carter 7' | Reporte         | Tries: Picamoles 36' Conversiones: Parra (1/1) Penales: Spedding 9' Parra 15' | Asistencia: 71,619 espectadores Árbitro(s): Nigel Owens (Gales) | Asistencia: 71,619 espectadores Árbitro(s): Nigel Owens (Gales) |

| 18 de octubre de 2015 | Irlanda                                                                                    | 20 - 43 (10-20) | Argentina | Millennium Stadium, Cardiff,                                        |                                                                     |
| 13.00h GMT+1          | Tries: Fitzgerald 26'c Murphy 44'c Conversiones: Madigan (2/2) Penales: Madigan 20'c, 53'c | Reporte         | Tries: Moroni 3'c Imhoff (2) 10'c, 73'c Tuculet 69'c Conversiones: Sánchez (4/4) Penales: Sánchez 13'c, 22'c, 51'c, 64'c, 77'c | Asistencia: 72,316 espectadores Árbitro(s): Jérôme Garcès (Francia) | Asistencia: 72,316 espectadores Árbitro(s): Jérôme Garcès (Francia) |

| 18 de octubre de 2015 | Australia | 35 - 34 (15-16) | Escocia | Twickenham Stadium, Londres,                                          |                                                                       |
| 16.00h GMT+1          | Tries: Ashley-Cooper 9'c Mitchel (2) 30'c, 43'c Hooper 40'c Kuridrani 64'c Conversiones: Foley (2/5) Penales: Foley 54'c, 80'c | Reporte         | Tries: Horne 18'c Seymour 59'c Bennett 74'c Conversiones: Laidlow (2/3) Penales: Laidlow 14'c, 21'c, 34'c, 47'c, 69'c | Asistencia: 77,110 espectadores Árbitro(s): Craig Joubert (Sudáfrica) | Asistencia: 77,110 espectadores Árbitro(s): Craig Joubert (Sudáfrica) |

### Semifinales
| 24 de octubre de 2015 | Sudáfrica                                                      | 18 - 20 (12-7) | Nueva Zelanda                                                                                                | Twickenham Stadium, Londres,                                        |                                                                     |
| 16:00h GMT+1          | Penales: Pollard 3', 11', 21', 39', 58' (5/5) Lambie 69' (1/1) | Reporte        | Tries: Kaino 6'c Barrett 52'c Conversiones: Carter 9', 53' (2/2) Penales: Carter 60' (1/2) Drops: Carter 46' | Asistencia: 80,090 espectadores Árbitro(s): Jérôme Garcès (Francia) | Asistencia: 80,090 espectadores Árbitro(s): Jérôme Garcès (Francia) |

| 25 de octubre de 2015 | Argentina                                     | 15 - 29 (9-19) | Australia | Twickenham Stadium, Londres,                                          |                                                                       |
| 16:00h GMT            | Penales: Sánchez 7', 24', 36', 45', 55' (5/5) | Reporte        | Tries: Simmons 2' c Ashley-Cooper (3) 10' c, 32' m, 72' c Conversiones: Foley 3', 11', 73' (3/4) Penales: Foley 48' (1/2) | Asistencia: 80,025 espectadores Árbitro(s): Wayne Barnes (Inglaterra) | Asistencia: 80,025 espectadores Árbitro(s): Wayne Barnes (Inglaterra) |

### Tercer puesto
| 30 de octubre de 2015 | Sudáfrica | 24 - 13 (16-0) | Argentina                                                                             | Estadio Olímpico, Londres,                                       |                                                                  |
| 20:00h GMT            | Tries: JP Pietersen 6'c Etzebeth 43' Conversiones: Pollard 7' (1/2) Penales: Pollard 14', 33', 41', 48' (4/5) | Reporte        | Tries: Orlandi 82'c Conversiones: Sánchez 82' Penales: Sánchez 52' Drops: Sánchez 42' | Asistencia: 55 925 espectadores Árbitro(s): John Lacey (Irlanda) | Asistencia: 55 925 espectadores Árbitro(s): John Lacey (Irlanda) |

### Final
| 31 de octubre de 2015 | Nueva Zelanda | 34 - 17 (16-3) | Australia                                                                                 | Estadio de Twickenham, Londres,                         |                                                         |
| 16:00 GMT             | Tries Milner-Skudder 39'c Ma'a Nonu 42' Barrett 79'c Conversiones Carter 41', 80' (2/3) Penales Carter 8', 27', 36', 74' (4/4) Drops: Carter 70' (1/1) | Reporte        | Tries Pocock 53'c Kuridrani 65' Conversiones Foley 54', 65' (2/2) Penales Foley 14' (1/1) | Asistencia: 80.125 espectadores Árbitro(s): Nigel Owens | Asistencia: 80.125 espectadores Árbitro(s): Nigel Owens |

| Bandera de Nueva Zelanda |
| Campeón Nueva Zelanda    |
| Tercer título            |

## Plantilla Campeona
La selección de 31 jugadores de Nueva Zelanda para la Copa del Mundo de Rugby de 2015.
El 11 de octubre, Tony Woodcock fue reemplazado por Joe Moody por lesión.
Todos los miembros de la selección juegan al rugby en Nueva Zelanda.
| Nombre              | Posición       | Fecha de nacimiento      | Encuentros | Franquicia/Provincia      |
| ------------------- | -------------- | ------------------------ | ---------- | ------------------------- |
| Dane Coles          | hooker         | 10 de diciembre de 1986  | 30         | Hurricanes/Wellington     |
| Keven Mealamu       | hooker         | 20 de marzo de 1979      | 126        | Blues / Auckland          |
| Codie Taylor        | hooker         | 31 de marzo de 1991      | 3          | Crusaders / Canterbury    |
| Wyatt Crockett      | pilar          | 24 de enero de 1983      | 40         | Crusaders / Canterbury    |
| Charlie Faumuina    | pilar          | 24 de diciembre de 1986  | 27         | Blues / Auckland          |
| Ben Franks          | pilar          | 27 de marzo de 1984      | 43         | Hurricanes / Hawke's Bay  |
| Owen Franks         | pilar          | 23 de diciembre de 1987  | 72         | Crusaders / Canterbury    |
| Joe Moody           | pilar          | 18 de septiembre de 1988 | 9          | Crusaders / Canterbury    |
| Brodie Retallick    | segunda línea  | 31 de mayo de 1991       | 41         | Chiefs / Bay of Plenty    |
| Luke Romano         | segunda línea  | 16 de febrero de 1986    | 20         | Crusaders / Canterbury    |
| Sam Whitelock       | segunda línea  | 12 de octubre de 1988    | 66         | Crusaders / Canterbury    |
| Sam Cane            | flanker        | 13 de enero de 1992      | 24         | Chiefs / Bay of Plenty    |
| Jerome Kaino        | flanker        | 6 de abril de 1983       | 60         | Blues / Auckland          |
| Richie McCaw (c)    | flanker        | 31 de diciembre de 1980  | 142        | Crusaders / Canterbury    |
| Liam Messam         | flanker        | 25 de marzo de 1984      | 42         | Chiefs / Waikato          |
| Kieran Read         | Número 8       | 26 de octubre de 1985    | 77         | Crusaders / Canterbury    |
| Victor Vito         | Número 8       | 27 de marzo de 1987      | 28         | Hurricanes / Wellington   |
| Tawera Kerr-Barlow  | medio de melé  | 15 de agosto de 1990     | 15         | Chiefs / Waikato          |
| TJ Perenara         | medio de melé  | 23 de enero de 1992      | 15         | Hurricanes / Wellington   |
| Aaron Smith         | medio de melé  | 21 de noviembre de 1988  | 41         | Highlanders / Manawatu    |
| Beauden Barrett     | medio apertura | 27 de mayo de 1991       | 30         | Hurricanes / Taranaki     |
| Dan Carter          | medio apertura | 5 de marzo de 1982       | 106        | Crusaders / Canterbury    |
| Colin Slade         | medio apertura | 10 de octubre de 1987    | 20         | Crusaders / Canterbury    |
| Malakai Fekitoa     | centro         | 10 de mayo de 1992       | 11         | Highlanders / Auckland    |
| Ma'a Nonu           | centro         | 21 de mayo de 1982       | 97         | Hurricanes / Wellington   |
| Conrad Smith        | centro         | 12 de octubre de 1981    | 88         | Hurricanes / Wellington   |
| Sonny Bill Williams | centro         | 3 de agosto de 1985      | 26         | Chiefs / Counties Manukau |
| Nehe Milner-Skudder | Wing           | 15 de diciembre de 1990  | 2          | Hurricanes / Manawatu     |
| Waisake Naholo      | Wing           | 8 de mayo de 1991        | 1          | Highlanders / Taranaki    |
| Julian Savea        | Wing           | 7 de agosto de 1990      | 35         | Hurricanes / Wellington   |
| Ben Smith           | zaguero        | 1 de junio de 1986       | 41         | Highlanders / Otago       |

## Premios y máximos anotadores
Con cinco partidos jugados y tres tries marcados, el australiano: David Pocock fue elegido el Mejor Jugador del Torneo.

### Máximo anotador
| Puesto | Nombre          | Equipo        | Puntos | Tries | Con | Pen | Drop |
| ------ | --------------- | ------------- | ------ | ----- | --- | --- | ---- |
| 1      | Nicolás Sánchez | Argentina     | 97     | 1     | 13  | 20  | 2    |
| 2      | Handré Pollard  | Sudáfrica     | 93     | 0     | 9   | 23  | 2    |
| 3      | Bernard Foley   | Australia     | 82     | 2     | 12  | 16  | 0    |
| 4      | Dan Carter      | Nueva Zelanda | 82     | 0     | 23  | 10  | 2    |
| 5      | Greig Laidlaw   | Escocia       | 79     | 1     | 13  | 16  | 0    |

Con = conversiones. Pen = penales. Drop = drop goal.

### Máximos anotadores de tries
| Jugador             | Selección     | Tries |
| ------------------- | ------------- | ----- |
| Julian Savea        | Nueva Zelanda | 8     |
| Nehe Milner-Skudder | Nueva Zelanda | 6     |
| Bryan Habana        | Sudáfrica     | 5     |
| Gareth Davies       | Gales         | 5     |
| JP Pietersen        | Sudáfrica     | 5     |
| Juan Imhoff         | Argentina     | 5     |

## Cobertura
Esta es lista de transmisiones del RWC 2015
| - Argentina: - TV Pública (TVP) y ESPN - Paraguay: - Tigo Sports - Uruguay: - Teledoce - Latinoamérica: - ESPN - ESPN Play | - España: - Movistar+ - Francia y Francia de ultramar - TF1 y Canal+ (Francia) - Georgia: - Radiodifusión Pública de Georgia - Irlanda: - TV3 (Irlanda) - Italia: - Sky Italia - Reino Unido: - ITV, BBC Radio y S4C - Rumania: - Digi TV |